# The Roosevelt Hotel (Manhattan)

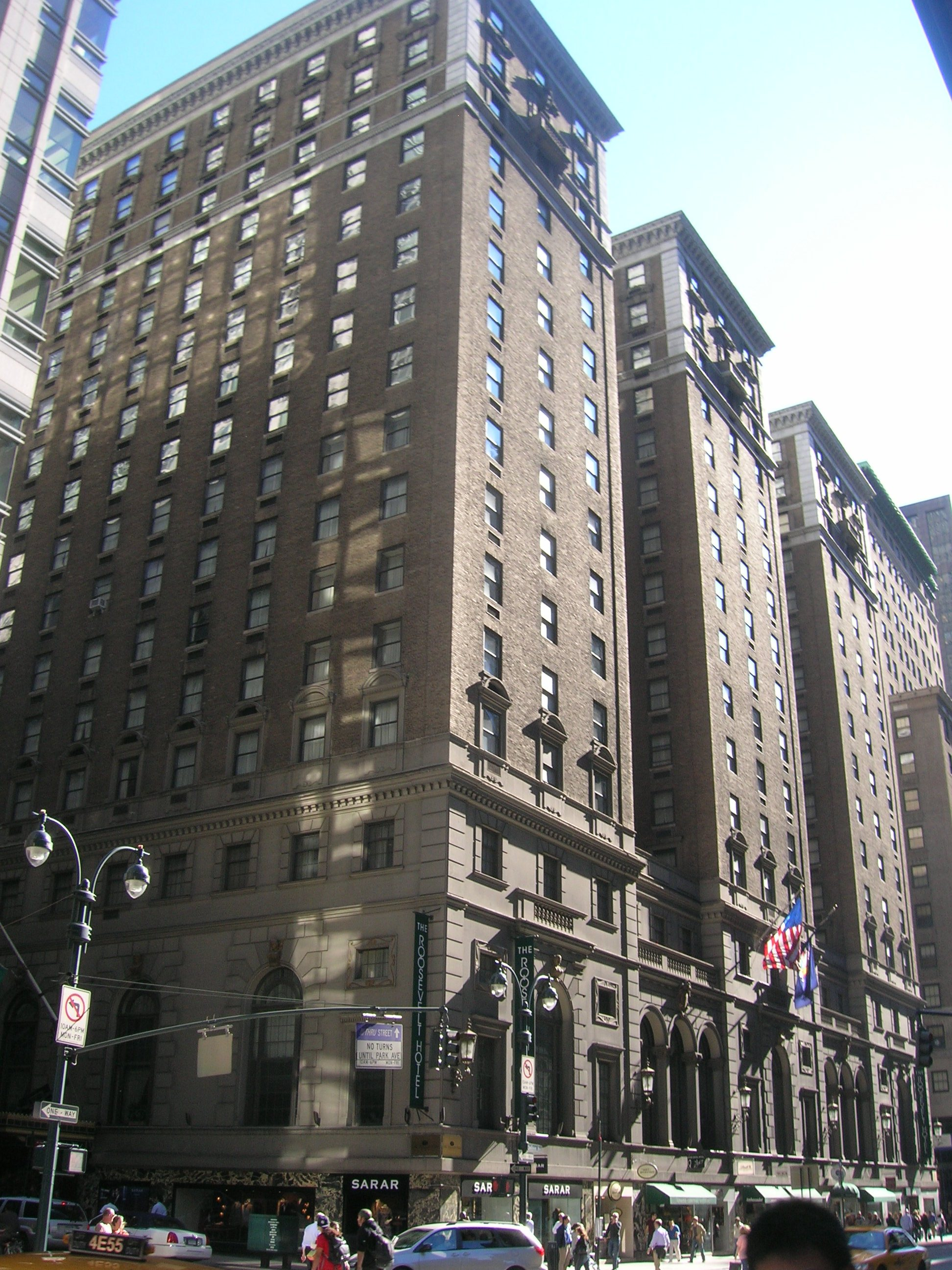
The Roosevelt Hotel

The Roosevelt Hotel war ein Luxushotel in der 45 East 45th Street zwischen Madison Avenue und Vanderbilt Avenue in Midtown Manhattan in New York City. Es wurde nach dem ehemaligen US-Präsidenten Theodore Roosevelt benannt.

## Hotel-Fazilitäten
Das Roosevelt-Hotel ist mit seinen 22 Stockwerken inklusive Zwischengeschossen und 76,2 Metern (250 Fuß) Höhe für Midtown Manhattan ein unauffälliges Gebäude. Es galt als die „große Dame der Madison Avenue“ und umfasst den gesamten Stadtblock zwischen der 45th und 46th Street sowie Madison und Vanderbilt Avenue.
Es verfügte über 1025 Zimmer, darunter befanden sich 52 Suiten. Zur 360 m² großen Präsidentensuite gehörten vier Schlafzimmer, Küche sowie Wohn- und Speiseräume. Die hoteleigene Gastronomie bestand aus dem „Roosevelt Grill“, der „Madison Club Lounge“, der „Vander Bar“ und für Kinder die „Teddy Bear Cave“. Zum Hotel gehörten 2800 m² Verhandlungsräume, zwei Ballräume, ein Geschäftszentrum und Fitness-Räume. Es hatte einen eigenen unterirdischen Zugang zum Grand Central Terminal. Die pompöse Hotellobby besteht aus Carrara-Marmor, die 8,20 Meter hohe Decke wird durch marmorne korinthische Säulen gestützt. Die an der Decke hängenden Kristallleuchter umrandeten eine riesige Pendeluhr.

## Geschichte

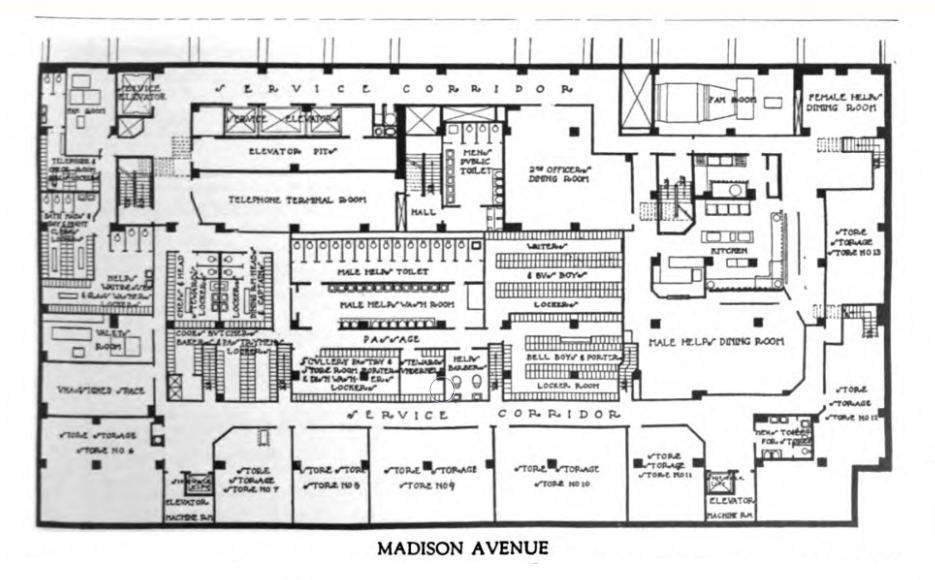
The Roosevelt Hotel, erstes Untergeschoss

Der Bauherr und Geschäftsmann Frank A. Dudley ließ das Hotel mit Baukosten von 12 Millionen US-Dollar vom Architektenbüro George B. Post & Sons (George B. Post: * 15. Dezember 1837; † 28. November 1913) errichten und benannte es nach dem 1919 verstorbenen ehemaligen US-Präsidenten Theodore Roosevelt. Die Eröffnung fand am 22. September 1924 statt. Die Bauzeichnungen wurden im Januar 1925 veröffentlicht. Ab 1929 wurde das Orchester Guy Lombardo die Hausband für die Wintersaison in den nächsten 33 Jahren im „Roosevelt Grill“ mit einer alljährlichen Radioübertragung am Silvesterabend.
Conrad Hilton erwarb das Hotel 1943 und zog in die Präsidentensuite. Um einem Kartellstreit zu entgehen, verkaufte er das Hotel im Februar 1956 für 2,13 Millionen US-Dollar an die Hotel Corporation of America. Nach weiteren Eigentümerwechseln übernahm 1979 die Pakistan International Airlines das Hotel zum Kaufpreis von knapp 37 Millionen US-Dollar. Zwischen 1995 und 1997 fand eine Generalsanierung statt, die 65 Millionen US-Dollar kostete. Weitere Renovierungen gab es 2003 und 2011. Im Juli 2020 beabsichtigte der damalige US-Präsident Donald Trump den Erwerb des Hotels, doch die pakistanische Fluggesellschaft zog ein Joint Venture vor. Die COVID-19-Pandemie brachte dem Hotel erhebliche Verluste ein, und am 18. Dezember 2020 schloss das Hotel seine Pforten.
Nach über zweijährigem Leerstand veröffentlichte die New Yorker Stadtverwaltung im Mai 2023 Pläne, das Hotel als Unterkunft und Beratungsstelle für 850 Asylbewerber und Migranten umzubauen. Nachdem die Erlaubnis durch den Eigentümer Pakistan International Airlines vorlag, mietete die Stadt das ehemalige Luxushotel für drei Jahre zu 220 Millionen US-Dollar, so dass hier seit September 2023 täglich bis zu 500 Migranten betreut werden können, wobei die „Große Lobby“ als Wartehalle fungiert.

## Kinofilme
Das Hotel erschien als Drehort oder Location in zahlreichen Kinofilmen wie Brennpunkt Brooklyn (englisch The French Connection; Oktober 1971), The Hoax (April 1972), Der Geisterflieger (englisch Hanky Panky; Juni 1982), Wall Street (Dezember 1987), Aus Mangel an Beweisen (englisch Presumed Innocent; Juli 1990), Malcolm X (November 1992), Quiz Show (September 1994), Risiko – Der schnellste Weg zum Reichtum (englisch Boiler Room; Februar 2000), Monday Night Mayhem (Januar 2002), Manhattan Love Story (englisch Maid in Manhattan; Dezember 2002) und Zimmer 1408 (Juni 2007). Als einer der Hauptdrehorte kam es im Film Ein riskanter Plan (englisch Man on a Ledge; Januar 2012) vor.